# Karonga
Karonga é um distrito do Malawi localizado na Região Norte. Sua capital é a cidade de Karonga.